# Seznam nagrad in nominacij, ki jih je prejela Taylor Swift
Taylor Swift je ameriška z Grammyjem nagrajena pevka in tekstopiska. Njena založba je Big Machine Records in ima od novembra 2008 izdana dva glasbena albuma, Taylor Swift in Fearless. Fearless, najbolje prodajan album v letih 2008 in 2009, je postal največkrat nagrajen album v zgodovini country glasbe. Taylor Swift je prejela že več kot sto nominacij za različne nagrade in dvainšestdeset različnih nagrad.

## Academy of Country Music Awards
- 2007 - najboljša nova ženska pevka - nominirana
- 2008 - najboljša nova ženska pevka - dobila
- 2008 - najboljša ženska pevka - nominirana
- 2008 - album leta (Taylor Swift) - nominirana
- 2009 - najboljša ženska pevka - nominirana
- 2009 - videospot leta (»Love Story«) - dobila
- 2009 - album leta (Fearless) - dobila
- 2009 - Crystal Milestone Award - dobila
- 2010 - videospot leta (»You Belong With Me«) - nominirana
- 2010 - pesem leta (»You Belong With Me«; kot izvajalka) - nominirana
- 2010 - pesem leta (»You Belong With Me«; kot avtorica) - nominirana

## Gramyji
- 2008 - najboljši novi glasbeni ustvarjalec - nominirana
- 2010 - album leta (Fearless) - dobila
- 2010 - najboljši country album (Fearless) - dobila
- 2010 - najboljša country pesem (»White Horse«) - dobila
- 2010 - najboljši ženski nastop s country pesmijo (»White Horse«) - dobila
- 2010 - založba leta (»You Belong With Me«) - nominirana
- 2010 - pesem leta (»You Belong With Me«) - nominirana
- 2010 - najboljši ženski nastop s pop pesmijo (»You Belong With Me«) - nominirana
- 2010 - najboljši pop nastop (»Breathe«) - nominirana

## American Music Awards
- 2008 - najljubša ženska country ustvarjalka - nominirana
- 2009 - najljubša ženska country ustvarjalka - dobila
- 2009 - ustvarjalec leta - dobila
- 2009 - najljubša Pop/Rock ženska ustvarjalka - dobila
- 2009 - najljubša ženska country ustvarjalka - dobila
- 2009 - najljubša odrasla ustvarjalka - dobila
- 2009 - najljubši country album (Fearless) - dobila
- 2009 - najljubši Pop/Rock album (Fearless) - nominirana

## Billboard Music Awards
- 2009 - ustvarjalec leta - dobila
- 2009 - najboljših 200 ustvarjalcev leta - dobila
- 2009 - najboljših 200 albumov leta (Fearless) - dobila
- 2009 - najboljša pesem na radiu leta (»Love Story«) - dobila
- 2009 - najboljši ustvarjalec leta - dobila
- 2009 - najboljši country ustvarjalec leta - dobila
- 2009 - najboljši country album leta (Fearless) - dobila

## BMI Awards
- 2007 - zmagovalna pesem (»Tim McGraw«) - dobila
- 2008 - zmagovalna pesem (»Our Song«) - dobila
- 2008 - country pesem leta (»Teardrops on My Guitar«) - dobila
- 2009 - BMI Pop zmagovalna pesem (»Teardrops on My Guitar«) - dobila
- 2009 - BMI nagrada (»Teardrops on My Guitar«) - dobila
- 2009 - country pesem leta (»Love Story«) - dobila
- 2009 - zmagovalna pesem (»Picture to Burn«) - dobila
- 2009 - zmagovalna pesem (»Should've Said No«) - dobila

## BRIT Awards
- 2010 - mednarodni preboj ustvarjalca - nominirana

## Country Music Association Awards
- 2007 - Horizon Award - dobila
- 2008 - ženska ustvarjalka leta - nominirana
- 2009 - ustvarjalec leta - dobila
- 2009 - ženska pevka leta - dobila
- 2009 - International Artist Achievement Award - dobila
- 2009 - album leta (Fearless) - dobila
- 2009 - videospot leta (»Love Story«) - dobila
- 2010 - ženska vokalistka leta - še neznan rezultat

## CMT Music Awards
- 2007 - najboljši preboj z videospotom leta (»Tim McGraw«) - dobila
- 2008 - najboljši videospot ženske ustvarjalke leta (»Our Song«) - dobila
- 2008 - videospot leta (»Our Song«) - dobila
- 2009 - videospot leta (»Love Story«) - dobila
- 2009 - najboljši videospot ženske ustvarjalke leta (»Love Story«) - dobila
- 2009 - country videospot leta (»Photograph«) - nominirana
- 2009 - najboljši country nastop leta (»Photograph«) - nominirana
- 2010 - videospot leta (»You Belong With Me«) - nominirana
- 2010 - ženski videospot leta (»You Belong With Me«) - nominirana
- 2010 - videospot leta, nastal v sodelovanju (»Best Days of Your Life«; skupaj s Kellie Pickler) - nominirana

## MTV Awards

### MTV Europe Music Awards
- 2009 - najboljši nov album (Taylor Swift) - nominirana

### MTV Video Music Awards
- 2008 - najboljši novi glasbeni ustvarjalec - nominirana
- 2009 - najboljši videospot ženske ustvarjalke (»You Belong With Me«) - dobila
- 2010 - najboljši ženski videospot (»Fifteen«) - še neznan rezultat

### MTV Movie Awards
- 2010 - najboljši poljub (Valentinovo; skupaj s Taylorjem Lautnerjem) - nominirana

### Los Premios MTV Latinoamérica
- 2009 - najboljša pop ustvarjalka - nominirana
- 2009 - najboljša nova ustvarjalka - nominirana
- 2009 - najboljši klub oboževalcev - nominirana

## Nickelodeon Australian Kids' Choice Awards
- 2009 - najljubša pesem (»Love Story«) - nominirana
- 2009 - najboljša pevka - nominirana
- 2010 - najprivlačnejša privlačna ženska - še neznan rezultat

## Nashville Songwriters Association International (NSAI) Award
- 2007 - ustvarjalec leta - dobila
- 2009 - ustvarjalec leta - dobila

## People's Choice Awards
- 2009 - najboljša country pesem (»Love Story«) - nominirana
- 2010 - najboljša ženska ustvarjalka - dobila
- 2010 - najboljši country ustvarjalec - nominirana
- 2010 - najboljši pop ustvarjalec - nominirana

## Teen Choice Awards
- 2008 - najboljši preboj - dobila
- 2009 - najboljša ženska ustvarjalka - dobila
- 2009 - najboljša ljubezenska pesem (»Love Story«) - nominirana
- 2009 - najboljši album (Fearless) - dobila
- 2009 - najboljša turneja (Fearles Tour) - nominirana
- 2010 - izbira kemije (Valentinovo; skupaj s Taylorjem Lautnerjem) - nominirana
- 2010 - izbira preboja ženske (Valentinovo) - dobila
- 2010 - izbira šminke (Valentinovo; skupaj s Taylorjem Lautnerjem) - nominirana
- 2010 - izbira ženske ustvarjalke - nominirana
- 2010 - izbira ženske country ustvarjalke - dobila
- 2010 - izbira country pesmi (»Fifteen«) - dobila
- 2010 - izbira country albuma (Fearless) - dobila

## Young Hollywood Awards
- 2008 - najboljša zvezda - dobila

## CMT Online Awards
- 2006 - najboljši videospot novega ustvarjalca (»Tim McGraw«) - dobila
- 2007 - najboljši studijski videospot (»Teardrops on My Guitar«) - dobila
- 2007 - najboljši videospot (»Teardrops on My Guitar«) - dobila
- 2007 - najbolje prek spleta prodajana ženska ustvarjalka - dobila
- 2008 - najboljši videospot z vodo (»Should've Said No«) - dobila
- 2008 - najboljši videospot (»Our Song«) - dobila
- 2008 - najbolje prek spleta prodajana ženska ustvarjalka - dobila

## Canadian Country Music Association
- 2009 - najbolje prodajan album (Fearless) - dobila

## Nashville Music Awards
- 2009 - ustvarjalec leta - dobila
- 2009 - tekstopisec-ustvarjalec leta - dobila
- 2009 - country album (Fearless) - dobila

## Channel [V] Thailand Music Video Awards
- 2009 - najbolj popularen videospot novega ustvarjalca - dobila

## Nickelodeon Kids' Choice Awards
- 2010 - najljubša ženska pevka - dobila
- 2010 - najljubša pesem (»You Belong With Me«) - dobila

## Juno Award
- 2010 - mednarodni album leta (Fearless) - nominirana

## MYX Music Award
- 2010 - najljubši mednarodni videospot (»You Belong With Me«) - dobila

## World Music Award
- 2010 - najboljši album na svetu - nominirana
- 2010 - najboljši pop/rock ustvarjalec na svetu - nominirana

## Ostalo
Ob koncu leta 2009 je Taylor Swift revija Associated Press imenovala za »ustvarjalca leta«.
Februarja 2010 je Taylor Swift prejela naslov »največ digitalnih certifikacij za pesem - samostojna ženska ustvarjalka« s strani organizacije RIAA, saj je petindvajset njenih pesmi prejelo zlato ali multi- platinasto certifikacijo.